# Шарлот Елиот
Шарлот Елиот (18. март 1789 − 22. септембар 1871) била је енглеска песникиња, писац верских песама и уредник. Најпознатија је по две верске песме, „Таква каква јесам“ и „Нека буде воља твоја“.
Елиот је уредила Christian Remembrancer Pocket Book (1834–59) и The Invalid's Hymn book, 6. издање, 1854. Овој последњој збирци је допринела са 112 песама, укључујући „Такав каква јесам“, датирану из 1836. године, која је преведена на готово сваки живи језик тога доба. Упркос одрастању у хришћанском дому, она је размишљала о својим сукобима и сумњама и није била сигурна у свој однос са Христом. Тако је написала своје речи уверења о томе да је Исус воли „такву каква је била“. Вилијам Б. Брадбари компоновао је музику за њене текстове и објавио песму 1849. Песма је преведена на многе језике, а десетине хиљада људи посветило је свој живот Христу током њеног свирања. Такође је написала „Мој Бог и Отац док лутам“, 1834, у истој збирци. Елиот је била аутор Верских песама за недељу дана, 1837, 40. хиљада, 1871; Сати туге, 1836. и многих каснија издања, 1863. Много година је била инвалид, њен живот је био испуњен делима доброчинства. Одрицала се од свега разметљивог, готово све њене књиге издате су анонимно.

## Младост и образовање
Елиот је рођена 18. марта 1789. године у Вестфилд Лоџу, Брајтон. Њен деда по мајци, велечасни Хенри Вен, био је свештено лице. Од шесторо деце, Шарлот је била трећа ћерка. Њена браћа и сестре су били Хенри Вен Елиот и Едвард Бишоп Елиот, који су били чланови свештенства и ангажовани као помоћници викара, ректора и пароха цркве свете Марије Богородице односно цркве Светог Марка. Хенри Вен Елиот је такође био оснивач сале Св. Марије у Брајтону. 
Шарлотино детињство је прошло у кругу велике побожности. Била је високо образована и у раном детињству је развила велику страст према музици и уметности. Шарлота се током одрастања осећала недостојном „Божје милости“ и била је неспособна да се суочи са праведним и савршеним Богом. 

## Каријера
Прве 32 године живота Елиот је провела у Клапаму. Као млада жена била је надарена као уметница портрета и писац шаљивих стихова.
Постала је омиљена у друштвеним круговима где се религија није помињала, али тешка болест 1821. године удаљила ју је од ових кругова и довела до тога да осећа потребу за личним Спаситељем. Отприлике у то време, велечасни др Цезар Малан из Женеве, који је био у посети резиденцији њеног оца у Клапаму, Гроув Хаусу,  питао ју је да ли је у миру с Богом, питање које му је тада замерила и одбила је да разговара о томе, али неколико дана касније позвала је др Малана и извинила се рекавши да жели да очисти свој живот пре него што постане хришћанка. Малан је одговорио: „Дођи онаква каква јеси“ и она је тог дана предала свој живот Христу.  Ово пријатељство је било доживотно. Његов почетак 9. маја 1822. године, према речима њене сестре, увек се сматрао „рођенданом њене душе за истински духовни живот и мир“.
Шарлотино здравље је побољшано посетом следеће године Нормандији. Али 1829. године поново је постала готово беспомоћна, са повременим интервалима олакшања. 1833. отац јој је умро. Преузела је 1834. уреднички надзор над Џепном књигом хришћанског сећања, а 1836. године и са Књигом песама инвалида - радовима које је претходно водила пријатељица, госпођица Харијет Кирнан. Годишњак је уређивала 25 година и у њему су се појавиле многе њене песме. У издању Књига песама инвалида које је она проширила и уређивала анонимно 1836. године она је допринела са 115 верских песама. Допринела је и са неколико песама такође 1835. године у избору Псалама и верских песама њеног брата, влч. Хенрија В. Елиота. Такође је објавила, 1836. године, Сати туге. Њене Јутарње и вечерње химне за недељу дана, штампане су приватно 1837, а објављене 1842.
Посете Шкотској 1835. и Швајцарској 1837. знатно су јој користиле. Њена снаја, Хенријева супруга, умрла је 1841. Мајка јој је, после годину дана тешке болести, умрла у априлу 1843. Ускоро су умрле две њене сестре. Тако је њен дом растурен, а 1845. године она и преживела сестра поправиле кућу у Торкију. После 14 година, међутим, вратила се у Брајтон.

## Касније године и смрт
Елиот је била члан енглеске цркве. У каснијим годинама, када није могла да присуствује јавном богослужењу, написала је: "Моја Библија је моја црква. Она је увек отворена и ту је мој првосвештеник који увек чека да ме прими. Ту имам своју исповедницу, своју захвалност, укратко, све што могу да пожелим тамо нађем“.
Свеска песама појавила се 1863. године, а њен брат Хенри умро је те године. Само још једном, 1867. године, поново се одважилада да оде од куће, провевши неколико недеља у суседном селу. 1869. тешко се разболела, али је успела да се опорави. Умрла је у  Брајтону, 22. септембра 1871. године,  и сахрањена је заједно са својом браћом у дворишту цркве Светог Андреја, Хоув.
Елиот је била далеки рођак Вирџиније Вулф.